# L'Isle-Adam
L'Isle-Adam är en kommun i departementet Val-d'Oise i regionen Île-de-France i norra Frankrike. Kommunen ligger i kantonen L'Isle-Adam som tillhör arrondissementet Pontoise. År 2022 hade L'Isle-Adam 12 302 invånare.

## Befolkningsutveckling
Antalet invånare i kommunen L'Isle-Adam
| Referens: INSEE |